# Cà Mau

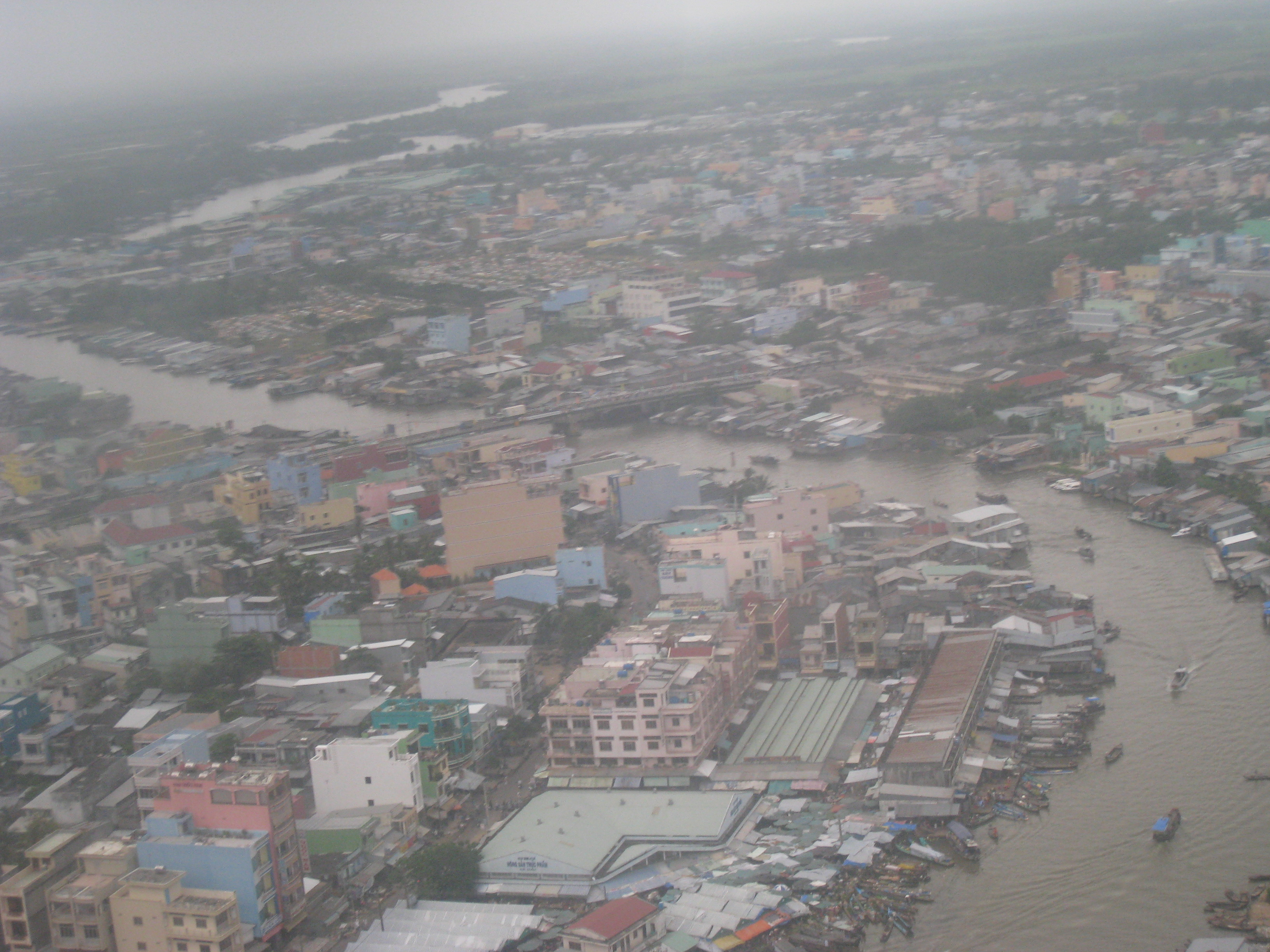
Ca Mau

Ca Mau es una ciudad de Vietnam localizada en el delta del río Mekong, al sur del país. Es la capital de la provincia homónima y está situada 360 km al sur de la ciudad Ho Chi Minh.
La ciudad es caracterizada por los canales, donde la mayoría de los bienes son transportados por botes y barcazas. 
La población en 2010 era de aproximadamente 204.895 habitantes. La población de Ca Mau incluye personas de etnia vietnamita, china y camboyana. 
El primer ministro vietnamita, Nguyen Tan Dung, es originario de Ca Mau.
En Vietnam, Ca Mau es la principal exportadora de camarones y langostinos, facturando en 2005 la provincia de Ca Mau 500 millones de camarones y langostinos.
En turismo, Ca Mau tiene muchas atracciones para turismo interno e internacional, como parques de aves salvajes, el punto más al sur de Vietnam, un número de pagodas jemer, la cercana área de U Minh con su famosa forestación de manglar y su cocina de marisma, su fondeu de pescado, su cocina vietnamita, china y camboyana.
Posee un aeropuerto propio.
- Datos: Q25262
- Multimedia: Ca Mau City / Q25262